# Вінніпег (область)
Столична область Вінніпег (англ. Winnipeg Capital Region) — область в центрі канадської провінції Манітоба.
Включає в себе столицю провінції місто Вінніпег і прилеглі міста і сільські муніципалітети.
Статистичною службою Канади область віднесена до переписного району 11.